# Rezerwat przyrody Bażany
Rezerwat przyrody Bażany – leśny rezerwat przyrody położony na terenie gminy Kluczbork na skraju Borów Stobrawskich. Granice obszaru chronionego przebiegają około 100 m na południe od wsi Bażany. Rezerwat obejmuje dwa płaty o łącznej powierzchni 21,01 ha (akt powołujący podawał 22,02 ha). Obszar rezerwatu podlega ochronie czynnej.
Rezerwat utworzony został Zarządzeniem Ministra Leśnictwa i Przemysłu Drzewnego z dnia 20 czerwca 1969 r. (M.P. Nr 36, poz. 292) w celu ochrony ze względów naukowych i dydaktycznych jedynego w województwie opolskim naturalnego drzewostanu sosnowego, położonego na wydmach, z obfitym stanowiskiem jałowca. Już w przedwojennej literaturze oleskiej często wspominano o „bażańskim wrzosowisku”. Aktualny stan wiedzy pozwala uznać szatę roślinną rezerwatu za półnaturalną lub nawet antropogeniczną, o czym świadczą spontaniczne odnowienia dębu szypułkowego i bezszypułkowego.
W rezerwacie znajdują się stanowiska niewielu chronionych roślin, jednak szata roślinna jest tu dość różnorodna: flora obejmuje 113 gatunki roślin naczyniowych, 62 gatunki mchów i wątrobowców. Występują tu przede wszystkim gatunki typowe dla piaszczystych siedlisk borowych. W rezerwacie znajdują się stanowiska chronionych widłaków: jałowcowatego i goździstego. Na obszarze tym stwierdzono również 31 gatunków porostów. W suchych wierzchołkowych partiach wydm zbiorowisko leśne nawiązuje do suchych borów chrobotkowych. Zagrożeniem dla bioróżnorodności rezerwatu jest występowanie gatunków inwazyjnych: robinii akacjowej i niecierpka drobnokwiatowego.
Fauna rezerwatu obejmuje liczne gatunki typowe dla lasów i ekotonów leśnych. Lista występujących tu zwierząt obejmuje następujące gatunki: biegacz ogrodowy, biegacz fioletowy, żaba trawna, ropucha szara, jaszczurka zwinka, jaszczurka żyworodna, padalec, dzięcioł duży, kos mysikrólik, kowalik, sójka, modraszka, trznadel, kret i ryjówka aksamitna.